# ألان مورغان
ألان مورغان (بالإنجليزية: Alan Morgan)‏ (27 نوفمبر 1983 بإدنبرة في المملكة المتحدة - ) هو لاعب كرة قدم بريطاني في مركز الوسط. لعب مع بلاكبيرن روفرز وسانت جونستون ونادي إنفرنيس ونادي روس كاونتي ونادي كيلمارنوك ونادي ستنهاوسموير ونادي تشيلتنهام تاون لكرة القدم ودارلينجتون إف سى وموسيلبيرج أثليتيك ‏.

## وصلات خارجية
- ألان مورغان على موقع قاعدة بيانات كرة القدم.إي يو (الإنجليزية)
- ألان مورغان على موقع Soccerbase.com (لاعب) (الإنجليزية)